# Punyab Oriental
El Estado de Punyab Oriental (conocido simplemente como Punyab a partir de 1950) fue una provincia y más tarde un estado de la India desde 1947 hasta 1966, que constaba de las partes de la provincia de Punyab del Raj británico que pasó a pertenecer a la India tras la partición de la provincia entre esta y Pakistán por la Comisión Radcliffe en 1947. Las partes occidentales de la antigua Punyab, habitadas mayoritariamente por musulmanes, se convirtieron en el Punyab Occidental de Pakistán, más tarde rebautizada como provincia de Punyab, mientras que las partes orientales en su mayoría hindúes y sij pasaron a pertenecer a la India.

## Historia

Evolución del estado de Punyab entre 1951 y 1966.

Con la partición del Imperio de la India Británica, la provincia británica de Punyab fue dividida en dos de acuerdo con el Acta de Independencia de la India aprobada por el Parlamento del Reino Unido. La provincia constituida con arreglo a la Ley de Gobierno de la India de 1935 dejó de existir y dos nuevas provincias se formaron a partir de esta, conocidas respectivamente, como Punyab Occidental y Punyab Oriental. Los estados principescos de la región de Punyab (que no habían sido posesiones británicas, por lo cual no podían ser divididas por los británicos) se adhirieron todas al nuevo Dominio de la India y se combinaron en la Unión de Estados de Patiala y de Punyab Oriental (PEPSU por sus siglas en inglés). La región noreste de Unión de Patiala y Punyab Oriental se unieron y se declararon un territorio de la unión en 1950 con el nombre de Himachal Pradesh.
La Constitución de la India, que entró en vigor en 1950, cambió el nombre del estado de "Punyab Oriental" a solamente "Punyab". En 1956, el PEPSU y Punyab Oriental se combinaron en un estado de Punyab más amplio.
Hubo otra reorganización que tuvo efecto a partir del 1 de noviembre de 1966, esta vez basada en líneas lingüísticas, cuando el estado de Punyab compuesto en 1956 se dividió en tres: la parte de habla mayoritaria hindi se convirtió en el actual estado indio de Haryana y la parte de habla mayoritaria punyabi se convirtió en el actual Punyab, en tanto se creó un nuevo territorio de la unión (Chandigarh) para servir como capital de ambos estados. Al mismo tiempo, algunas partes del antiguo territorio de Patiala y de Punyab Oriental, incluyendo Solan y Nalagarh, fueron trasladados al estado de Himachal Pradesh.

## Religión
La zona tenía antes de la partición de la india la siguiente distribución religiosa, según el censo del Raj británico de 1941:
47% de hindúes
30,9% de musulmanes
21,15% de sijs
0,7% de cristianos
Una vez establecida la línea divisoria, en agosto de 1947, la población musulmana huyó a establecerse en Pakistán Occidental, mientras hindúes y sijs huían del Punyab Occidental.